# Suvaja (Kruševac)
Pour les articles homonymes, voir Suvaja.
Suvaja (en serbe cyrillique : Суваја) est un village de Serbie situé sur le territoire de la ville de Kruševac, district de Rasina. Au recensement de 2011, il comptait 290 habitants.

## Démographie

### Évolution historique de la population
| 1948 | 1953 | 1961 | 1971 | 1981 | 1991 | 2002 | 2011 |
| ---- | ---- | ---- | ---- | ---- | ---- | ---- | ---- |
| 458  | 469  | 441  | 458  | 432  | 453  | 367  | 290  |

|  |